# Lac Aoki

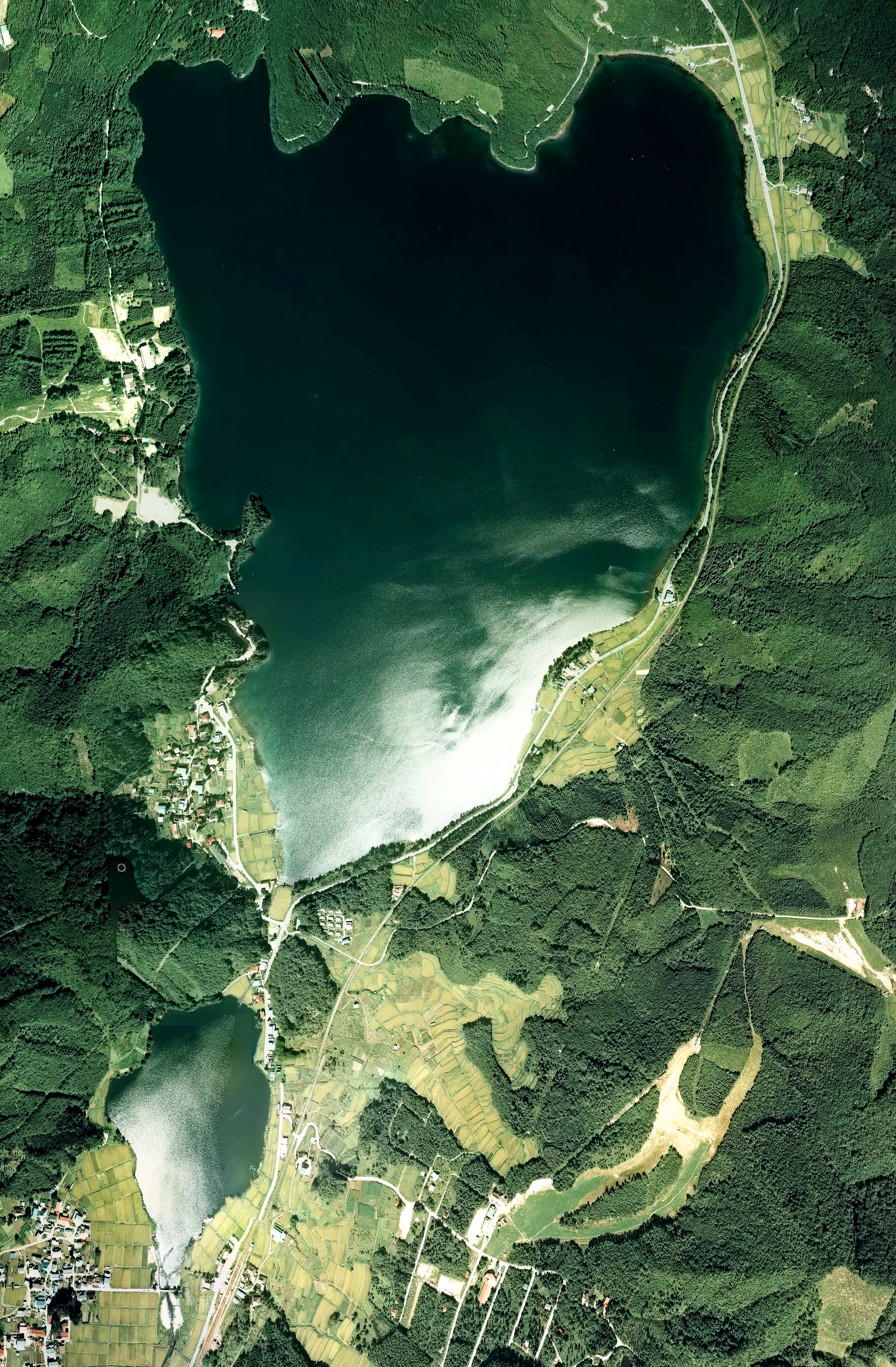
Vue aérienne du lac Aoki (en haut) et du lac Nakatsuna (en bas).

Le lac Aoki (青木湖, Aoki-ko) est un lac situé à Ōmachi, dans la préfecture de Nagano au Japon. C'est un des trois « lacs Nishina » avec le lac Nakatsuna et le lac Kizaki.